# Eba (作曲家)
eba（えば、1987年6月20日 - ）は、日本の作曲家、編曲家、ギタリスト。廃墟系ポップユニットcadodeのメンバー。富山県南砺市出身。F.M.F所属。

## 来歴
2009年10月、川口進との出会いをきっかけにF.M.Fに参加。2010年9月、TVアニメ『Starry☆Sky』のエンディングテーマ「Starry☆Days」で作曲家デビュー。OLDCODEXの楽曲プロデュースでの活動が多い。コシマサヒロ、谷原亮と共に、Music Product「cadode」を立ち上げた。

## 主な作品

### アーティスト
- 太陽と踊れ月夜に唄え
  - オトワ（編曲、シングル『Give Me Five!』）
- Lead (音楽グループ)
  - Don’t Stay（編曲）、シングル『Don’t Stay』）
- 亜咲花
  - わやわやわー!（編曲（大石昌良と共同）[2]、シングル『わやわやわー!』[3]）
- 鬼頭明里
  - 青の一コマ（編曲、2ndミニアルバム『Give Me Five!』[4]）
- 緑仙
  - WE ARE YOU（作編曲、シングル『WE ARE YOU』）
  - しあわせクッキー（作編曲、ミニアルバム『イタダキマスノススメ』）
  - Blowin’ Wind is blowin’（作編曲、ミニアルバム『イタダキマスノススメ』）
- Pimm's 
  - BEST WISHES（共編曲（草野華余子、岸田(岸田教団&THE明星ロケッツ)と共同））
- 新田恵海
  - NON TITLE UP（編曲、アルバム『tiny steps』）
- NightOwl
  - melt blue（編曲、EP『ヨルニトケル』）
- 安月名莉子
  - かたち（作編曲、アルバム『BLUE MOON』）
- PelleK
  - 嗚呼、我が浪漫の道よ（作編曲、シングル『嗚呼、我が浪漫の道よ』）
- 水瀬いのり
  - sunrise glow（overture）（作編曲、アルバム『glow』）
  - 僕らだけの鼓動（編曲、アルバム『glow』）
- 叶 (バーチャルYouTuber)
  - DAMASHI DAMASHI（作編曲、アルバム『flores』）
  - セイテイノア（作編曲、アルバム『夜明かし』）
- 葛葉
  - Wonder Wanderers（作編曲、アルバム『Sweet Bite』）
  - Liberty & Freedom（共作編曲（堀江晶太と共同）、配信シングル『Liberty & Freedom』）
- SparQlew
  - Future+（編曲、アルバム『neon』）
- 高槻かなこ
  - Before the Nightmare（作編曲、シングル『Before the Nightmare』）
  - 嘘つきダーティ（編曲、シングル『Before the Nightmare』）
- 富田美憂
  - Some day, Sumer day（作編曲、1stアルバム『Prologue』[5]）
- May'n
  - 蒼の鼓動（編曲、シングル『蒼の鼓動』）
  - ストロボ・ファンタジー（編曲、シングル『ストロボ・ファンタジー』）
- The Brow Beat
  - 銃声（編曲、アルバム『404』）
- 森口博子
  - STAND UP TO THE VICTORY ～トゥ・ザ・ヴィクトリー～ （編曲、アルバム『GUNDAM SONG COVERS 3』）
- 夏川椎菜
  - ミザントロープ（作編曲、アルバム『コンポジット』）
  - ユエニ（編曲、シングル『ユエニ』）
  - シャドウボクサー（編曲、シングル『シャドウボクサー』）
- 八木海莉
  - Ripe Aster（編曲、シングル『Ripe Aster』）
- ROF-MAO
  - New street, New world（編曲、アルバム『New street, New world』）
- ▽▲TRiNITY▲▽
  - Rosy future（編曲、アルバム『PRiSM』）
  - I know “The Unknown World"（編曲、アルバム『Δ(DELTA)』）
- Rain Drops
  - セルフィーDimension（編曲、アルバム『シナスタジア』）
  - ラブヘイト（作編曲、アルバム『オントロジー』）
  - きこえ（編曲、アルバム『バイオグラフィ』）
  - リフレインズ（作編曲、アルバム『バイオグラフィ』）
  - 僕らの月は多角形（編曲、アルバム『バイオグラフィ』）
- MonsterZ MATE
  - ランウェイで歌えば（編曲、アルバム『WalkerZ』）
- ARAKI×luz
  - Hell is mine / あらき×luz（編曲、from XYZ vs XYZ）
- CYNHN
  - 水生（編曲、シングル『水生』）
  - ごく平凡な青は、（編曲、シングル『ごく平凡な青は、』）
  - インディゴに沈む（編曲、ミニアルバム『#0F4C81』）
  - アンサンぶる（編曲、ミニアルバム『Blue Cresc.』）
  - キリグニア（編曲、シングル『キリグニア』）
  - 楽の上塗り（編曲、シングル『楽の上塗り』）
  - いいおくり（編曲、シングル『いいおくり』）
- 小林愛香
  - Crazy Easy Mode（編曲、シングル『NO LIFE CODE』）
- DIALOGUE+
  - Domestic Force!! （編曲、ミニアルバム『DREAMY-LOGUE』)
  - 走れ（編曲）
  - Sincere Grace （編曲、アルバム『DIALOGUE+1』)
- ロザリーナ
  - 悲しみのセル（編曲、アルバム『INNER UNIVERSE』）
- 志麻＆となりの坂田。（from 浦島坂田船）
  - It's...Our Life?（編曲）
- あほの坂田。（from 浦島坂田船）
  - Redo Parade（編曲）
- となりの坂田。（from 浦島坂田船）
  - I’m Your Tamer（編曲）
- 志麻（from 浦島坂田船）
  - Tokyo Deadman's Wonderland（共編曲（草野華余子と共同））
  - cigar≠kiss／志麻（編曲、アルバム『Plusss』）
- XYZ vs XYZ
  - Hell is mine（編曲）
- ARAKI
  - Spare Me（編曲、シングル『HHOOWWLL』）
- 富士葵
  - MY ONLY GRADATION（編曲、アルバム『有機的パレットシンドローム』）
- ARCANA PROJECT
  - 夢で世界を変えるなら（共編曲（Q-MHzと共同）、シングル『夢で世界を変えるなら』）
- LiSA
  - アコガレ望遠鏡（作曲、アルバム『Launcher』）
  - FRAGILE VAMPIRE（作・編曲、アルバム『Launcher』）
  - AxxxiS（作曲、シングル『Brave Freak Out』、ベストアルバム『LiSA BEST -Day-』 ）
  - sweet friendship（作・編曲、シングル『だってアタシのヒーロー。』）
- OLDCODEX
  - The Misfit Go（作・編曲、シングル『The Misfit Go』、アルバム『A Silent, within The Roar』）
  - Now I am（作・編曲、シングル『Rage on』）
  - Stargazer（編曲、シングル『WALK』）
  - Frame in Flame（作・編曲、アルバム『A Silent, within The Roar』)
  - optimistic negative thing（作・編曲、アルバム『A Silent, within The Roar』)
  - pledge（作・編曲、ミニアルバム『pledge』）
  - Bitter Aspiration（編曲、ミニアルバム『pledge』）
  - seequret（編曲、ミニアルバム『pledge』）
  - Dried Up Youthful Fame（編曲、シングル『Dried Up Youthful Fame』、アルバム『single collection Fixed Engine』)
  - Dirt（編曲、シングル『Lantana』）
  - Where I Stand（編曲、シングル『Feed A』)
  - Reminder（作・編曲、シングル『Aching Horns』）
  - Get Up To Go（編曲、シングル『Aching Horns』)
  - Milestone（編曲、アルバム『single collection Fixed Engine』)
  - Anthem（編曲、アルバム『single collection Fixed Engine』)
  - Scribble, and Beyond（編曲、シングル『Scribble, and Beyond、アルバム『they go, Where?』）
  - Calling（編曲、シングル『Scribble, and Beyond』)
  - The Experience(共編曲、シングル『Scribble, and Beyond』)
  - problem（編曲、アルバム『they go, Where?』）
  - Where’d They Go?（共編曲、アルバム『they go, Where?』）
  - loose my breath（編曲、アルバム『they go, Where?』）
  - A Black Toy（編曲、アルバム『they go, Where?』）
  - Faith In Me（編曲、アルバム『they go, Where?』）
  - Sonic In Portrait（作・編曲、シングル『Growth Arrow』）
  - Heading to Over（編曲、シングル『Heading to Over』）
  - Take On Fever（編曲、シングル『Take On Fever』）
  - Core Fade（編曲、シングル『Core Fade』）
- 草野華余子
  - Wi-Fi（編曲、配信シングル『Wi-Fi』）
- 鈴木このみ
  - This game（編曲、シングル『This game』）
  - Open Heart（作・編曲、アルバム『17』）
  - Tomorrow's best（編曲、アルバム『18 -Colorful Gift-』）
  - 命の灯火（共編曲（草野華余子、岸田(岸田教団&THE明星ロケッツ)と共同）、シングル『命の灯火』）
  - 白花（編曲、配信シングル「白花」[6]）
  - ギリギリトライ！（編曲、シングル「頑張れと叫ぶたび」）
- 東山奈央
  - ワゴン（編曲、シングル『冷めない魔法』）
- 内田真礼
  - Smiling Spiral（編曲、ミニアルバム『Drive-in Theater』）
- 竹達彩奈
  - Little*Lion*Heart（作・編曲、シングル『Little*Lion*Heart』、ベストアルバム『apple feuille』）
- 石原夏織
  - CREATION×CREATION（編曲、アルバム『Sunny Spot』）
- UNISON SQUARE GARDEN
  - Invisible Sensation（編曲協力、シングル『Invisible Sensation』）
  - カオスが極まる（編曲協力、シングル『カオスが極まる』）
  - 傍若のカリスマ（編曲協力、シングル『傍若のカリスマ』）
- オーイシマサヨシ
  - Hero（編曲、シングル『楽園都市』）
  - 碧い砲撃（共編曲（大石昌良と共同）、シングル『碧い砲撃』）
  - 黄金航路（編曲、シングル『黄金航路』）
  - Sea of Wonderland（共編曲、シングル『Sea of Wonderland』）
- OxT
  - WHEELER-DEALER（作編曲、シングル『WHEELER-DEALER』）
  - HOLLOW HUNGER（共編曲、シングル『HOLLOW HUNGER』）
  - Introduction（共編曲、アルバム『Hello New World』）
  - MASS FOR THE DEAD（共編曲、アルバム『Hello New World』）
- 竜馬四重奏
  - 焔（共編曲、アルバム『SAMURIZE』）
  - 月華美人（編曲、アルバム『SAMURIZE』）
  - Viva La Vida（Coldplay）（編曲、アルバム『SAMURIZE』）
- 斉藤壮馬
  - 影踏み（編曲、シングル『フィッシュストーリー』）
- 小松未可子
  - 純真エチュード（共編曲（Q-MHzと共同）、アルバム『Blooming Maps』）
- マジカル・パンチライン
  - 小悪魔Lesson1・2・3♪（作・編曲、ミニアルバム『MAGiCAL PUNCHLiNE』）
  - 万理一空Rising Fire!（作・編曲、ミニアルバム『MAGiCAL PUNCHLiNE』）
- SuG
  - In the shadow（編曲、ミニアルバム『VIRGIN』）
  - ANARCHY IN THE REAL（作・編曲、ミニアルバム『SHUDDUP』）
  - SCREAM IT LOUDER（編曲、ミニアルバム『SHUDDUP』）
  - 赤春（編曲、シングル『AGAKU』）
- 福山潤
  - 展望録（作・編曲、アルバム『P.o.P -PERS of Persons-』）
  - dis-communicate（作・編曲、シングル『dis-communicate』、アルバム『P.o.P -PERS of Persons-』）
- Lia
  - JUSTITIA（作・編曲、シングル『JUSTITIA』）
  - Butterfly Dreams（作・編曲、シングル『JUSTITIA』）
- 和島あみ
  - 幻想ドライブ（編曲、シングル『幻想ドライブ』、アルバム『I AM』）
  - 永遠ループ（編曲、シングル『永遠ループ』、アルバム『I AM』）
  - モノクロテリトリー（作・編曲、アルバム『I AM』）
  - スノーマン（編曲、アルバム『I AM』）
  - ココロエンパシー（編曲、アルバム『I AM』）
- 田所あずさ
  - Boom! Boom!（編曲、アルバム『It's my CUE.』）
  - 運命ジレンマ（編曲、シングル『運命ジレンマ』、アルバム『So What?』）
  - 僕は空を飛べない(共編曲（高瀬一矢と共同）、アルバム『So,What?』）
  - そう上手くいかないものです。（編曲、アルバム『So,What?』）
- MICHI
  - BRAVE HEART EXTRA（編曲、アルバム『Sprint for the Dreams』）
- GIILE
  - 林檎もぎれビーム! feat. 鈴木このみ（編曲、『I AM GILLE. 4 〜Anime Song Anthems〜』）
- 伊藤かな恵
  - Starting Point（編曲、シングル『Happy Garland』）
  - コンパス（作・編曲、シングル『ルーペ』）
- UROBOROS
  - FROM HELL（編曲、2nd EP『ZODIAC』）
  - LOST EDEN（編曲、2nd EP『ZODIAC』）

### アニメ
- 劇場版『ウマ娘 プリティーダービー 新時代の扉』
主題歌「Ready!! Steady!! Derby!!」（編曲）
- TVアニメ『リンカイ!』
ED　「Override!」（作編曲）
- Netflix映画「範馬刃牙VSケンガンアシュラ」
ED　Lead「Don’t Stay」（編曲）
- TVアニメ『モブから始まる探索英雄譚』
ED　May'n「ストロボ・ファンタジー」（共編曲）
- 劇場版『オーバーロード 聖王国編』
主題歌　OxT「WHEELER-DEALER」（作編曲）
- TVアニメ『愚かな天使は悪魔と踊る』
OP 太陽と踊れ月夜に唄え「オトワ」（編曲）
- TVアニメ『君のことが大大大大大好きな100人の彼女』
劇伴（共作）
- TVアニメ『デッドマウント・デスプレイ』
劇伴（共作）
- TVアニメ『メイドインアビス 烈日の黄金郷』
OP 安月名莉子 「かたち」（作編曲）
- TVアニメ『オーバーロードIV』
OP OxT 「HOLLOW HUNGER」（編曲）
- TVアニメ『サマータイムレンダ』
ED cadode 「回夏」（作編曲）
- TVアニメ『骸骨騎士様、只今異世界へお出掛け中』
OP PelleK 「嗚呼、我が浪漫の道よ」（作編曲）
劇伴（共作）
- TVアニメ『ブラック★★ロックシューター DAWN FALL』
ED 高槻かなこ 「Before the Nightmare」（作編曲）
- TVアニメ『CUE!』
キャラクターソング 「純情革命」（作編曲）
- TVアニメ『魔法科高校の劣等生 追憶編』
OP 八木海莉 「Ripe Aster」（編曲）
- TVアニメ『ディープインサニティ ザ・ロストチャイルド』
OP 鈴木このみ 「命の灯火」（共編曲）
- TVアニメ『回復術士のやり直し』
OP ARCANA PROJECT 「夢で世界を変えるなら」（編曲）
- TVアニメ『ULTRAMAN』
OP OLDCODEX 「Core Fade」（編曲）
- TVアニメ『警視庁 特務部 特殊凶悪犯対策室 第七課 -トクナナ-』
OP OLDCODEX 「Take On Fever」（編曲）
- TVアニメ『ナカノヒトゲノム【実況中】』
挿入歌 畠中祐 「アンブレラ」(佐藤純一と共編曲）
- TVアニメ『真夜中のオカルト公務員』
OP 福山潤 「dis-communicate」（作編曲）
- TVアニメ『ご注文はうさぎですか?』
キャラクターソング 「秋色かくれんぼ」（編曲）
- TVアニメ『ご注文はうさぎですか?』
キャラクターソング 「3月の扉」（編曲）
- TVアニメ『あかねさす少女』
ED 和島あみ「壊れかけのRadio」（編曲）
- TVアニメ『爆釣バーハンター』
ED 小松未可子 「友情ZABOOOON!!」(Q-MHzと共編曲）
- TVアニメ『刀使ノ巫女』
OP 「Save you Save me」（編曲）
- TVアニメ『ボールルームへようこそ』
キャラクターソング 「Imaginary dancing」（Q-MHzと共編曲[7]）
- TVアニメ『妖怪アパートの幽雅な日常』
ED 「日常識Broken down」(Q-MHzと共編曲）
- TVアニメ『冴えない彼女の育てかた♭』
挿入歌 「DOUBLE RAINBOW DREAMS」（編曲）
- TVアニメ『冴えない彼女の育てかた』
ギャルゲーカバーソング 「グリーングリーン」（編曲）
ギャルゲーカバーソング 「Rumbling hearts」（編曲）
- TVアニメ『Room Mate』
ED 「君色スマイル」（編曲）
- TVアニメ『One Room』
ED 「希望リフレイン」（作編曲）
- TVアニメ『One Room セカンドシーズン』
ED（第5話 - 第9話） 「ポプラと僕らのヒストリー」（作編曲）
ED（第10話 - 第12話）「サーチライトと月灯り」（作編曲）
- TVアニメ『幼女戦記』
ED 「Los! Los! Los!」（編曲）
- TVアニメ『TRICKSTER -江戸川乱歩「少年探偵団」より-』
OP 田所あずさ「運命ジレンマ」（編曲）
- 『劇場版 ソードアート・オンライン -プログレッシブ- 冥き夕闇のスケルツォ』
挿入歌 「Theory」（作編曲）
- 『ソードアート・オンライン アリシゼーション』
キャラソン 「Cherishing the memory」（作・編曲、『Symphonic Alicization Orchestra #3』）
- 『劇場版 ソードアート・オンライン -オーディナル・スケール-』
挿入歌 「Break Beat Bark!」（作編曲）
- 『ソードアート・オンラインII』
キャラクターソング 「空へと宛てた手紙」（作・編曲、アルバム『ソードアート・オンライン ソングコレクションII』）
- 『劇場版 黒子のバスケ ウインターカップ総集編』
主題歌 OLDCODEX「Scribble, and Beyond」（編曲）
SPECIAL TIP-OFF ACTテーマ曲 OLDCODEX「The Experience」(共編曲）
- TVアニメ『美男高校地球防衛部HAPPY KISS!』
OP 「絶対最幸☆HAPPY KISS☆」（作・編曲）
キャラクターソング 「サディスティックにBE HAPPY★」（作編曲）
- TVアニメ『美男高校地球防衛部LOVE!LOVE!』
OP 「沸点突破☆LOVE IS POWER☆」（作編曲）
キャラクターソング 「-Halfway-」（作編曲）
- TVアニメ『美男高校地球防衛部LOVE!』
ED 「I miss you の3メートル」（作編曲）
キャラクターソング 「Never Know」（作編曲）
キャラクターソング 「俺は究極怠慢主義者!!」（作編曲）
キャラクターソング 「Let’s Go!! LOVE Summer♪」（編曲）
OPカップリング 「Just going now!!」（作・編曲）
- TVアニメ『クオリディア・コード』
OP LiSA「AxxxiS」（作曲）
- TVアニメ『ハイスクール・フリート』
イメージソング「わたしたち記念日」（作曲）
- TVアニメ『クロムクロ』
ED 和島あみ「永遠ループ」（編曲）
- TVアニメ『NEW GAME!!』
OPカップリング曲「ススメRunner!!」（共作詞、作編曲）
ED「JUMPin' JUMP UP!!!!」（作・編曲）
- TVアニメ『NEW GAME!』
キャラクターソング「春色Runway」（作編曲）
- TVアニメ『迷家-マヨイガ-』
OP 和島あみ「幻想ドライブ」（編曲）
- TVアニメ『ランス・アンド・マスクス』
ED 竹達彩奈「Little*Lion*Heart」（作編曲）
- TVアニメ『ミリオンドール』
OP「細胞プロミネンス」（作・編曲）
OPカップリング 「Take you to My PARTY!!」（作編曲）
- TVアニメ『SHOW BY ROCK!!』
挿入歌 「Crimson quartet－深紅き四重奏－」（作編曲）
- TVアニメ『キュートランスフォーマー〜帰ってきたコンボイの謎〜』
OP OLDCODEX「physical」（作編曲）
- TVアニメ『Free!-Dive to the Future-』
OP OLDCODEX 「Heading to Over」（編曲）
- TVアニメ『Free!-Eternal Summer-』
OP OLDCODEX「Dried Up Youthful Fame」（編曲）
- TVアニメ『ソウルイーターノット!』
挿入歌 「きみがいれば」（作編曲）
- TVアニメ『ノーゲーム・ノーライフ』
OP 鈴木このみ「This game」（編曲）
- TVアニメ『さくら荘のペットな彼女』
OP 「君が夢を連れてきた」（作曲、共編曲）
- TVアニメ『ウィザード・バリスターズ 弁魔士セシル』
OP Lia「JUSTITIA」（作編曲）
- TVアニメ『変態王子と笑わない猫。』
キャラクターソング 「変態王子の飾らない歌」（作曲）
- TVアニメ『ダイヤのA』
キャラクターソング 「GO MY WAY」（作編曲）
- TVアニメ『世界でいちばん強くなりたい』
ED 「Fan Fanfare!!!」(共作曲、編曲）
- TVアニメ『てーきゅう』
主題歌 「ツッパリくん vs 関取マン」(ギターソロ)
- TVアニメ『魔界王子』
OP 「Believe My Dice」（作編曲）
ED 「a shadow's love song」（作編曲）
- TVアニメ『アラタカンガタリ』
ED OLDCODEX「The Misfit Go」（作編曲）
- TVアニメ『ボールルームへようこそ』
第2クールOP「Invisible Sensation」（編曲協力）
- TVアニメ『バクマン』
挿入歌  OLDCODEX「Frame in Flame」(共作曲、編曲）
- TVアニメ『僕は友達が少ない』
キャラクターソング 「誓願（ちかい）ノ詩〜聖者の傷跡〜」小鳩ver. （作編曲）　
挿入歌 「ゆけゆけゲルニカちゃん」（作編曲）
挿入歌 「いきなり！モンスタア☆」（作編曲）
- TVアニメ『イクシオン サーガ DT』
ED 「DT音頭」（作編曲）
キャラクターソング 「全て俺のモノ」（作編曲）
- TVアニメ『ダンボール戦機W』
OP 「テレパシー」（作曲）
- TVアニメ『アルカナ・ファミリア 』
キャラクターソング 「Lucky First Bite」（作編曲）
- TVアニメ『夜桜四重奏』
キャラクターソング 「phaser braver」（編曲）
- TVアニメ『いつか天魔の黒ウサギ』
エンディングテーマ（第3話、第8話、第13話）「Sparkling Kiss」（作編曲）
エンディングテーマ（第9話）「Secret Tears」（作編曲）
- TVアニメ『Starry☆Sky』
主題歌 「Starry☆Days」（作編曲）
- Webアニメ『ぷちます! -PETIT IDOLM@STER-』
キャラクターシングルCD Vol.7 三浦あずさ & みうらさん「zone of fortune」（作編曲）

### その他
- ウマ娘 プリティーダービー
  - ラインクラフト (CV. 小島菜々恵)「Over a Tiara」（作編曲）
- 『オレ達の遊ビバ！』
  - 「無限浪漫遊戯」（編曲）
- 『IDOLY PRIDE』
  - LizNoir「Blue sky summer」（編曲）
  - HoshiMi Ambassador「Don't say "lazy"（HoshiMi Ambassador ver）」（編曲）
  - 白石沙季（CV:宮沢小春）「風になっていく」（作編曲）
  - kana (CV:田中あいみ) 「 Just keep looking at me! 」　(作編曲)
- 『from ARGONAVIS』
  - εpsilonΦ「オルトロス」（編曲、εpsilonΦ 1st Album『Friction』）
- 『A3!』
  - VIVID AUTUMN EP「餓鬼扱い」（作編曲）
  - BRIGHT AUTUMN EP「Muddy Hero」[8] （作編曲）
  - SUNNY SUMMER EP「Sunflowers」（作編曲）
- 『オンゲキ』
  - ⊿TRiEDGE「本能的 Survivor」（作編曲）
  - 逢坂茜（CV:大空直美）「Rule the World!!」（編曲）
- ゲームアプリ『天華百剣 -斬-』キャラクターソング
「結絆華[庖丁三姉妹ver.]」（編曲）
- ゲームアプリ『オルタナティブガールズ』キャラクターソング
「もっとBe My Power」（作・編曲）
- ゲームアプリ『エリオスライジングヒーローズ』
「TIMELESS BEAT」（編曲）
- ゲームアプリ『DREAM!ing -ドリーミング！』
「Brave Runners」（編曲）
- 『ちゃおちゃおTV！』エンディングテーマ
さくら学院「Hana＊Hana」（作曲）
- 『吉田尚記がアニメで企んでる』
テーマ曲およびBGM担当
- 『ラジオ☆聡美はっけん伝!』
ED 「パジャマのまま」（作曲、共編曲）
- 『ひびちからじお』
まほうつかいの箱 イメージソング「シトラス・シリウス」
「あの空、Sunset Glow」（作・編曲）
- 『真田アサミのどるちぇJamSession』
主題歌およびBGM制作、公開録音、ライブイベントでギター演奏担当
- TVアニメ『ニセコイ』
劇伴曲、挿入歌のギター演奏
- 映画『リアル鬼ごっこ』 園子温監督
劇伴曲ギター演奏、編曲
- 映画『TOKYO TRIBE』 園子温監督
劇伴曲ギター演奏
- PS3『グランツーリスモ6』
BGMのギター演奏

## 出演
- DIALOGUE+新曲発表公演「走れ！君と曖昧な光のあとで」打ち上げ放送
- たっちレディオ（第492,493回）
- アニソン派！Vol.3